# Дорн (усадьба)
Дорн (нидерл. Huis Doorn) — поместье близ одноимённого города в Нидерландах, где провёл последние 20 лет своей жизни и похоронен кайзер Вильгельм II.

## История
Первоначальное здание была построено в XIII веке, но затем было разрушено, и восстановлено уже в XIV веке.
Усадебный дом, восходящий к XV веку, был основательно перестроен в XVIII веке в традиционном голландском стиле. В середине XIX века вокруг был распланирован пейзажный парк. В старину усадьба принадлежала пробсту Утрехтского епископства, затем перешла к баронам ван Хеемстра. В частности, в этом поместье провела детство баронесса Элла ван Хеемстра (1900—1984) — мать актрисы Одри Хепбёрн
.
По окончании Первой мировой войны, в 1918 году, последний германский император Вильгельм II лишился престола и перебрался из Германии в Дорн, который стал его резиденцией в изгнании (1920—1941). Нидерланды были выбраны местом его проживания по причине родственных связей с королевой Вильгельминой.
После отречения 28 ноября 1918 года экс-кайзеру было разрешено свободно передвигаться в пределах 15-мильной зоны от дома. На более дальнее путешествие требовалось специальное разрешение чиновника. Бывший император нередко нарушал этот запрет. Кроме того, в нём проснулась страсть к вырубке деревьев парка. Только за одну неделю декабря 1926 года 67-летний Вильгельм (по собственным подсчётам) истребил 2590 деревьев, за что был прозван недоброжелателями «дровосек из Дорна».
Во время пребывания в Дорне император избегал привлекать внимание к своей персоне. Его жена Августа умерла в Дорне в 1921 году; её останки были перевезены для погребения в потсдамский мавзолей. Вильгельм смог сопровождать её в последний путь только до границы с Германией. Сам он умер 4 июня 1941 года. На страже ворот имения в то время стояли немецкие солдаты, оккупировавшие к тому моменту Нидерланды. Он был похоронен в небольшом мавзолее в саду. Его желание о том, чтобы в похоронных торжествах не использовалась свастика, не было услышано.
Сегодня дворец открыт в качестве музея в том виде, в котором его оставил Вильгельм, — с инкрустированными комодами, гобеленами, картинами немецких художников, фарфором и серебром. Коллекции табакерок и часов, некогда принадлежавшие Фридриху Великому, возбуждают у посетителей дома наибольший интерес. Пять любимых такс Вильгельма похоронены возле усадебного дома в парке. Каждый год в июне преданная группа немецких монархистов приходят отдать дань уважения последнему кайзеру.
В 1945 году поместье поступило в государственную собственность. С тех пор было высажено множество новых деревьев, что позволило вернуть прежний вид Дорнскому парку.